# Třeboňsko
Třeboňsko este o arie protejată (arie de protecție specială avifaunistică — SPA) din Republica Cehă întinsă pe o suprafață de 47.360,27 ha, integral pe uscat.

## Localizare
Centrul sitului Třeboňsko este situat la coordonatele 49°02′02″N 14°50′03″E / 49.033889°N 14.834167°E.

## Înființare
Situl Třeboňsko a fost declarat arie de protecție specială avifaunistică în decembrie 2004 pentru a proteja 19 specii de animale.

## Biodiversitate
Situată în ecoregiunea continentală, aria protejată nu include niciun habitat protejat.
La baza desemnării sitului se află mai multe specii protejate de  păsări (19): minunița (Aegolius funereus), pescăruș albastru (Alcedo atthis), rață lingurar (Anas clypeata), rață pestriță (Anas strepera), gâscă cenușie (Anser anser), caprimulg (Caprimulgus europaeus), barză neagră (Ciconia nigra), erete de stuf (Circus aeruginosus), ciocănitoarea de stejar (Dendrocopos medius), ciocănitoare neagră (Dryocopus martius), egretă albă (Egretta alba), ciuvică (Glaucidium passerinum), codalb (Haliaeetus albicilla), ciocârlie de pădure (Lullula arborea), gușă albastră (Luscinia svecica), stârc de noapte (Nycticorax nycticorax), viespar (Pernis apivorus), ciocănitoare verzuie (Picus canus), chiră de baltă (Sterna hirundo).